# Ząbkomierz

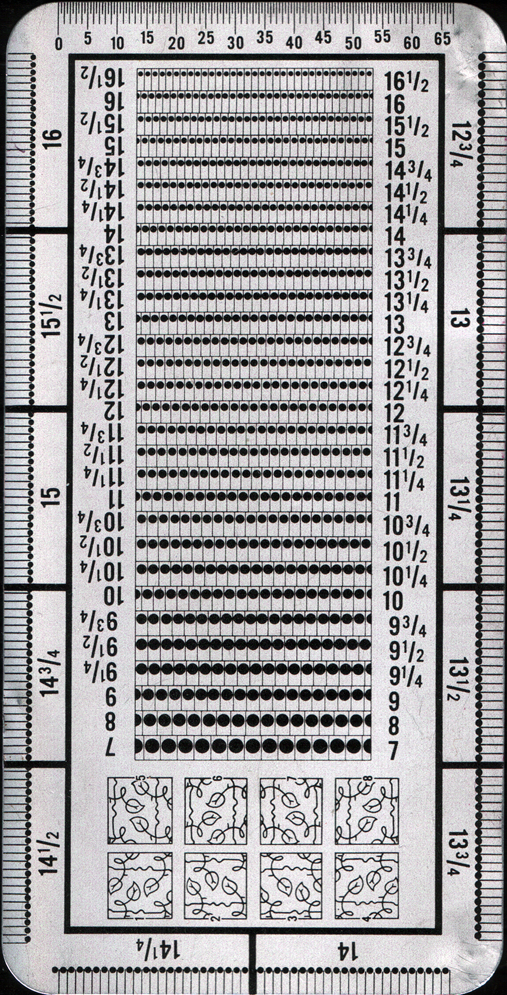
Ząbkomierz

Ząbkomierz – przyrząd służący do mierzenia ząbkowania znaczków pocztowych.
Pierwszy ząbkomierz skonstruował Francuz J.A. Legrand w 1866 roku.